# ゴート・ロックス
ゴート・ロックス (Goat Rocks) は、アメリカのワシントン州にあるセント・ヘレンズ山北側の斜面に存在していた溶岩ドームである。
ゴート・ロックスは1800年から1857年までのゴート・ロックス噴火期と呼ばれるセント・ヘレンズ山の活動期間に形成された。しかしながら1980年のセント・ヘレンズ山噴火によって、セント・ヘレンズ山の北側の斜面とともに崩落し、消滅した。